# Без твоя поглед
Без твоя поглед (на испански: Sin tu mirada) е мексиканска теленовела, режисирана от Ана Лорена Перес-Риос и Сандра Шифнер и продуцирана от Игнасио Сада Мадеро за Телевиса през 2017-2018 г. Версията, разработена от Габриела Ортигоса, е базирана на венецуелската теленовела Есмералда от 1970 г., създадена от Делия Фиайо.
В главните роли са Клаудия Мартин и Освалдо де Леон, а в отрицателните – Едуардо Сантамарина, Кандела Маркес, Лус Елена Гонсалес и Карлос де ла Мота. Специално участие вземат Скарлет Грубер, Емануел Орендай, Хуан Мартин Хуареги и първите актьори Ана Мартин, Клаудия Рамирес, Луис Баярдо и Сесилия Тусайнт.

## Сюжет
В една бурна нощ се ражда Марина, момиченце, от което липсва животът. Бебето е изродено от Дамяна, акушерката, която няколко часа по-рано изражда друго бебе – момченце, чиято майка умира при раждането му. Дон Луис, бащата на Марина, откакто се е оженил за Пруденсия, винаги е искал да има син, наследник, който да продължи фамилия Окаранса. За съжаление, Пруденсия повече не може да има деца, което кара Ангустиас, нейната дойка, да се възползва от новороденото момченце, останало без родители. Благодарение на тази лъжа, Луис Алберто е приет в новото семейство, в което е заобиколен от пари и охолен живот. Междувременно, Марина по чудо оцелява и израства щастлива, заобиколена от природата и Дамяна, която я учи да познава света по различен начин, тъй като е сляпа. Но по-късно в живота на Марина се появява д-р Исауро, който я учи да чете и пише, подготвяйки я за работата на помощничка в лекарския кабинет.
Настъпва инцидент – колибата на Дамяна е обхваната от пожар, докато вътре е Марина. Исауро, без да се замисля, влиза, за да спаси момичето, но пострадва лицето му, оставяйки му ужасен белег. Нежният и красив д-р Исауро оттогава се превръща в ненаситен и алчен човек. Исауро се отдава на отшелничеството, достатъчна му е само компанията на Марина. Минават години, семейство Окаранса се връща в семейното ранчо. Пруденсия кара Ангустиас да ѝ каже къде е гробът на дъщеря ѝ. Ангустиас открива Дамяна, но тя отказва да каже истината, защото когато е искала да им каже, че бебето е живо, семейството е напуснало ранчото, а сега, след 20 години, тя не иска да им каже, че Марина е тяхна дъщеря. Най-добрият приятел на Марина е Торибио, макар че е доста по-възрастен от нея, духът му е на 8-годишно дете. Торибио я обича и винаги е бил неин другар в забавленията. Един ден, по време на едно забавление при реката, Марина и Торибио се стряскат, тъй като чуват изстрел. Уплашен, Торибио бяга, за да се скрие, оставяйки Марина сама. Към момичето се отправя младият и красив Луис Алберто, който учи медицина. Марина е разтроена, тъй като младежът и излязъл на лов. Алберто е впечатлен от девойката и се опитва да се доближи до нея, но е отблъснат. Не след дълго, двамата отново се срещат, този път младежът е невъоръжен. Красиво чувство, за което никой не подозира, расте между Марина и Луис Алберто. Привличането между двамата е толкова силно, че при инцидент, който ги приближава твърде близо един до друг, те целуват устните и душите си. Алберто се чувства ужасно, тъй като от няколко години е годеник на Ванеса. Той се извинява на Марина, казвайки ѝ, че е допуснал грешка, но за младата жена това е най-прекрасното усещане, което е изпитвала в живота си.
Алберто се опитва да продължи живота си, но сърцето му вече е спечелено от Марина. Той решава да сложи край на връзката си с Ванеса, но тя не приема края на отношенията им, подтиквана от Сусана, нейната майка. Бракът им е очакван от семействата им. Родителите на Алберто категорично отхвърлят идеята синът им да има връзка със сляпо, бедно и селско момиче. Марина е подложена на унижения и тормоз в ранчото на Окаранса. Марина и Алберто се женят тайно и когато той я представя като своя съпруга, скандалът е огромен. Тази ситуация принуждава Дамяна да признае за размяната на бебетата преди 20 години. Дон Луис отказва да повярва, че има сляпа дъщеря и я отхвърля.
След като Исауро разбира за сватбата на Марина и Луис Алберто, той побеснява, защото винаги е обичал Марина, а дори е жертвал и живота си заради нея. Марина се разболява, а Исауро решава да ѝ окаже медицинска помощ, но когато тя се събужда, той я кара да повярва, че е правил секс с нея. Марина признава за случилото се на Луис Алберто, а тя вече е бременна. Огорчен, той я изоставя, без да подозира, че бебето, което Марина очаква, е от него. Така всеки един от тях поема по пътя си. След като Марина ражда, се запознава с Рикардо Басан, офталмолог, който е решен да я оперира, за да може младата жена да прогледне. Операцията е успешна. Първото нещо, което Марина вижда, е усмивката на сина ѝ. По-късно, Марина разбира, че с Луис Алберто работят в една и съща болница, но благодарение на интригите на Лукресия, годеницата му, връзката им не може да се поднови. Рикардо, който се е влюбил в Марина, ѝ предлага брак. Много ще бъдат препятствията за преодоляване, мнозина ще се противопоставят на тяхното щастие, но огромната любов на Марина и Луис Алберто ще триумфира заедно със сина им Рафаел... с или без твоя поглед.

## Актьори
- Клаудия Мартин – Марина Риос Сепауа/ Марина Окаранса Арсуага
- Освалдо де Леон – Луис Алберто Окаранса Арсуага / Луис Алберто Гонсалес Ернандес
- Ана Мартин – Ангустиас Галвес
- Клаудия Рамирес – Пруденсия Арсуага де Окаранса
- Едуардо Сантамарина – Дон Луис Алберто Окаранса
- Лус Елена Гонсалес – Сусана Балмаседа вдовица де Виослада
- Карлос де ла Мота – Исауро Сотеро
- Сесилия Тусайнт – Дамяна Риос
- Скарлет Грубер – Ванеса Виослада Балмаседа
- Кандела Маркес – Лукресия Уртиха
- Луис Баярдо – Торибио „Лудия“
- Хуан Мартин Хауреги – Рикардо Басан
- Игнасио Гуадалупе – Балдомеро Кесада
- Серхио Рейносо – Маргарито Прието
- Пабло Брачо – Сакариас Бариентос
- Алехандра Хурадо – Рамона Лопес
- Емануел Орендай – Паулино Прието
- Илсе Икеда – Йоланда Прието
- Умберто Елисондо – Д-р Орасио Самудио
- Оливия Бусио – Енкарнасион Ескарсега вдовца де Басан
- Елеане Пуел – Аурора Талакон
- Мария Фернанда Гарсия – Доня Соледад
- Ерик Диас – Едсон
- Саманта Сикерос – Ана
- Едгар Иван Делгадо – Ерасмо
- Паулина де Лабра – Ортенсия
- Франсиско Авенданьо – Фернандо Муньос
- Оскар Меделин – Ерик Муньос Гансалес Баена де Монтесинос
- Фернандо Роблес – Никанор
- Каталина Лопес – Еуалия Ернандес Ортега
- Пилар Падия – Ангустиас Галвес (млада)
- Кристофер Агиласочо – Луис Алберто Окаранса (млад)
- Адриана Лабрес – Дамяна Риос (млада)
- Иранцу Ереро – Пруденсия Арсуага де Окаранса (млада)
- Франк Меделин – Маргарито Прието (млад)
- Исела Вега – Доминга

## Премиера
Премиерата на Без твоя поглед е на 13 ноември 2017 г. по Las Estrellas. Последният 111. епизод е излъчен на 15 април 2018 г.
| Година    | Излъчване              | Брой епизоди | Премиера        | Премиера | Финал         | Финал   |
| Година    | Излъчване              | Брой епизоди | Дата            | Рейтинг  | Дата          | Рейтинг |
| --------- | ---------------------- | ------------ | --------------- | -------- | ------------- | ------- |
| 2017-2018 | понеделник-петък 16:30 | 111          | 13 ноември 2017 | 20.43    | 15 април 2018 | 22.03   |

## Продукция
Снимките на сериала започват на 18 септември 2017 г. във Вайе де Браво и Мексико.

### Кастинг
На 28 август 2017 г. списание „Ти Ви и Новелас“ потвърждава, че главните роли са поверени на Клаудия Мартин и Освалдо де Леон. На 7 септември 2017 г. е потвърден дебютът за Телевиса на венецуелската актриса Скарлет Грубер, изпълнявайки отрицателна роля в теленовелата. На 10 октомври 2017 г. в сайта на Унивисион е потвърдено, че актрисата Лус Елена Гонсалес ще изпълни главната отрицателна роля.

## Награди и номинации
Награди TVyNovelas 2018
| Категория                                | Номинация           | Резултат   |
| ---------------------------------------- | ------------------- | ---------- |
| Най-добър актьор в отрицателна роля      | Едуардо Сантамарина | Номиниран  |
| Най-добра актриса в поддържаща роля      | Клаудия Рамирес     | Номинирана |
| Най-добър актьор в поддържаща роля       | Карлос де ла Мота   | Номиниран  |
| Най-добра актриса във второстепенна роля | Сесилия Тусайнт     | Номинирана |
| Най-добър актьор във второстепенна роля  | Серхио Рейносо      | Номиниран  |
| Най-добра млада актриса                  | Скарлет Грубер      | Номинирана |
| Най-добър млад актьор                    | Емануел Орендай     | Номиниран  |

## Версии
- Есмералда (1970-1971) (оригинална история) – венецуелска теленовела, продуцирана от Веневисион, с участието на Лупита Ферер и Хосе Бардина.
- Toпасио (1985) – венецуелска теленовела, продуцирана от Ар Си Ти Ви, с участието на Гресия Колменарес и Виктор Камара.
- Есмералда (1997) – мексиканска теленовела, режисирана от Беатрис Шеридан и продуцирана от Салвадор Мехия за Телевиса, с участието на Летисия Калдерон и Фернандо Колунга.
- Есмералда (2004-2005) – бразилска теленовела, продуцирана от Ес Би Ти и Телевиса, с участието на Бианка Кастаньо и Клаудио Линс.

## В България
Премиерата на теленовелата в България е на 20 декември 2021 г. по Диема Фемили и завършва на 24 май 2022 г. Ролите се озвучават от Даниела Сладунова, Петя Миладинова, Йорданка Илова, Александър Митрев, Димитър Иванчев и Ивайло Велчев. Второто излъчване започва на 4 януари 2023 г. по Диема Фемили, а третото – на 1 април 2024 г. по същия телевизионен канал.